# 13
Het jaar 13 is het dertiende jaar in de 1e eeuw volgens de christelijke jaartelling.

## Gebeurtenissen

### Italië
- Keizer Augustus schrijft (kort voor zijn dood) Res Gestae divi Augusti ("De daden van de Goddelijke Augustus").
- Germanicus Julius Caesar wordt benoemd tot proconsul en krijgt het opperbevel over het Romeinse leger in Germania.
- Gaius Silius Aulus Caecina Largus wordt door de Senaat gekozen tot consul van het Imperium Romanum.

### China
- De Gele Rivier zorgt voor rampzalige overstromingen, duizenden Chinezen verdrinken en miljoenen raken dakloos.

## Overleden
- Wang Zhengjun (84), keizerin van het Chinese Keizerrijk